# ウクライナ国家非常事態庁

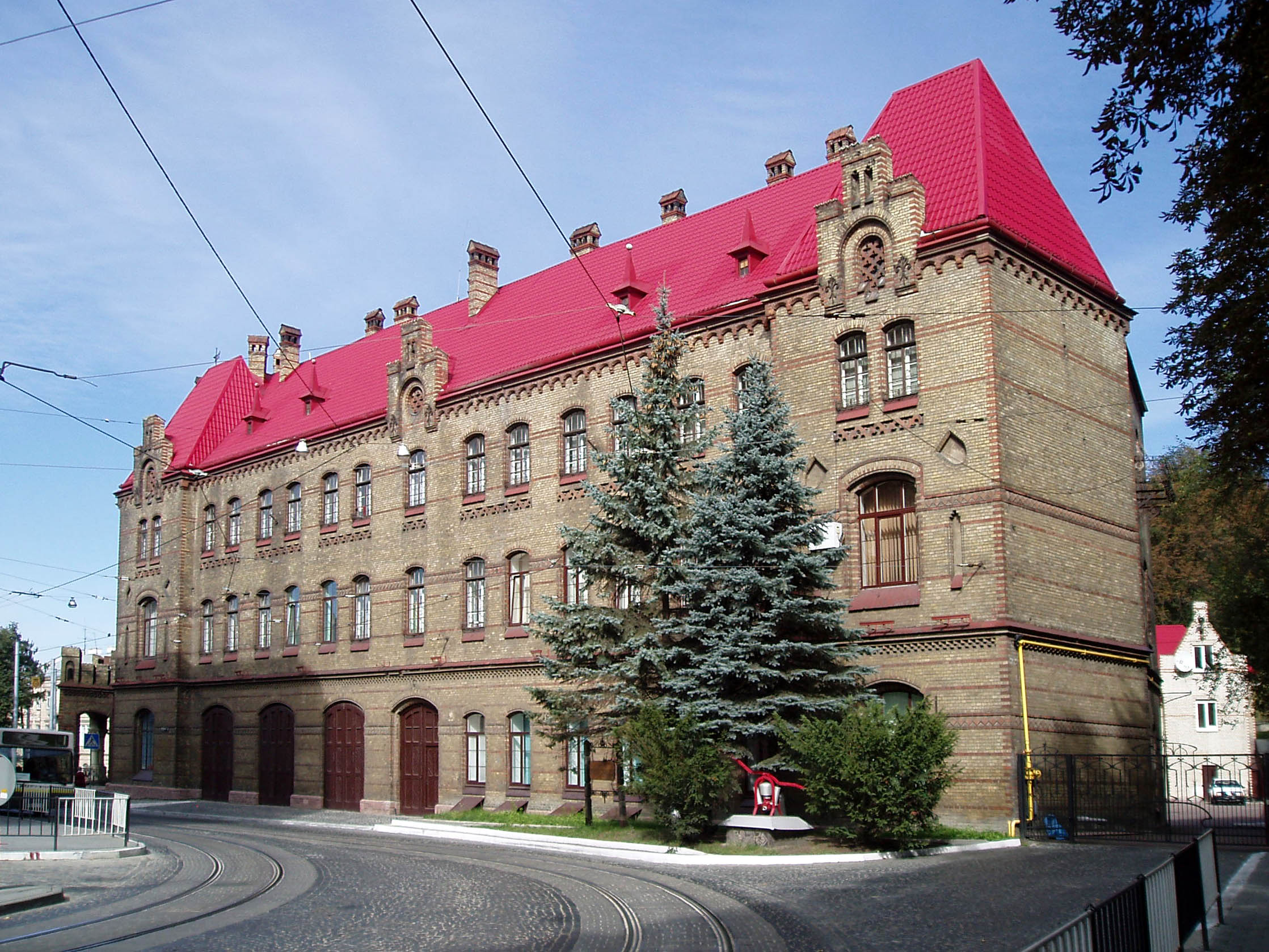
主なリヴィウ消防署

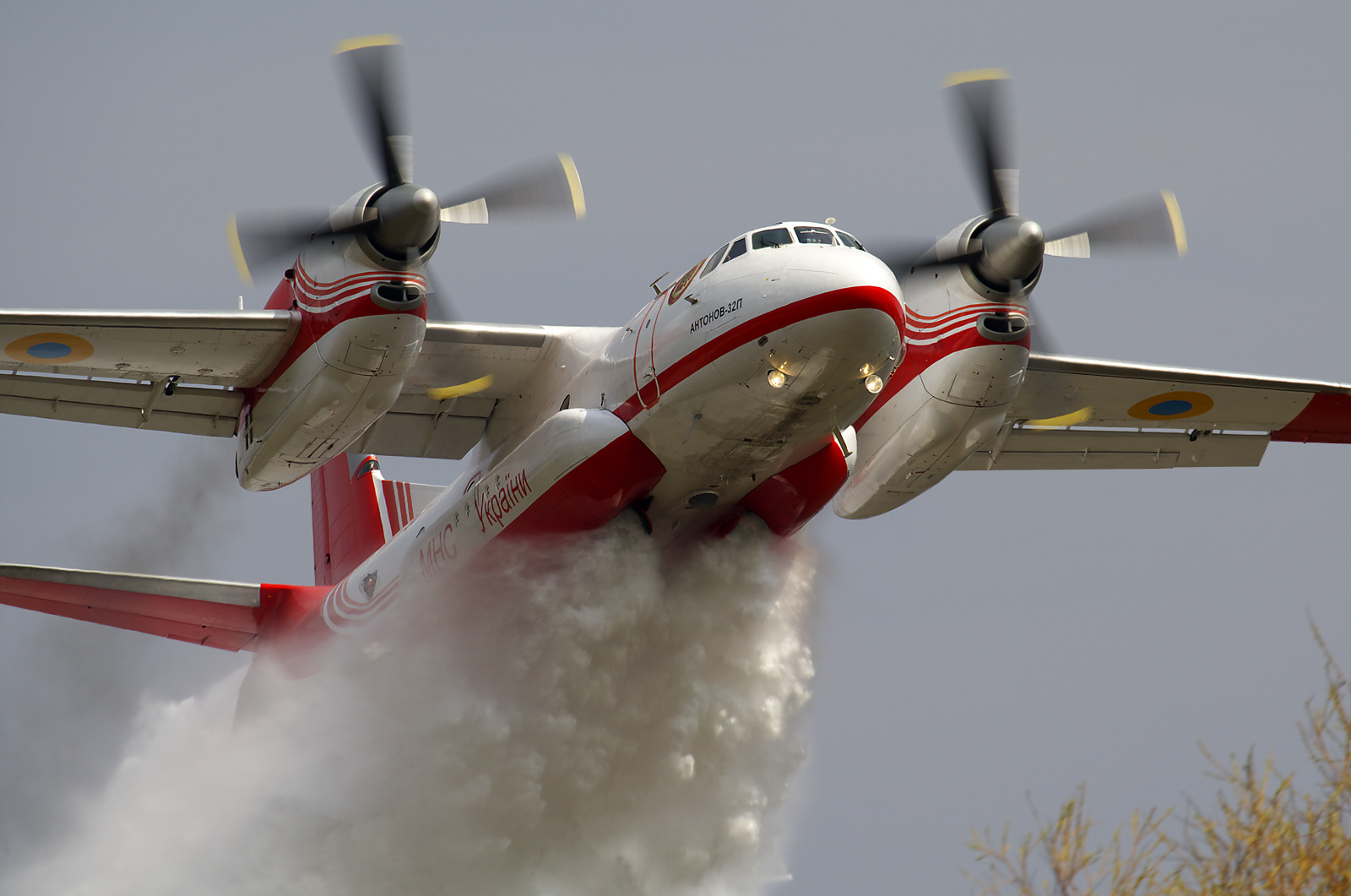
森林火災に水を落とす国家緊急サービスアントノフ An-32消防機

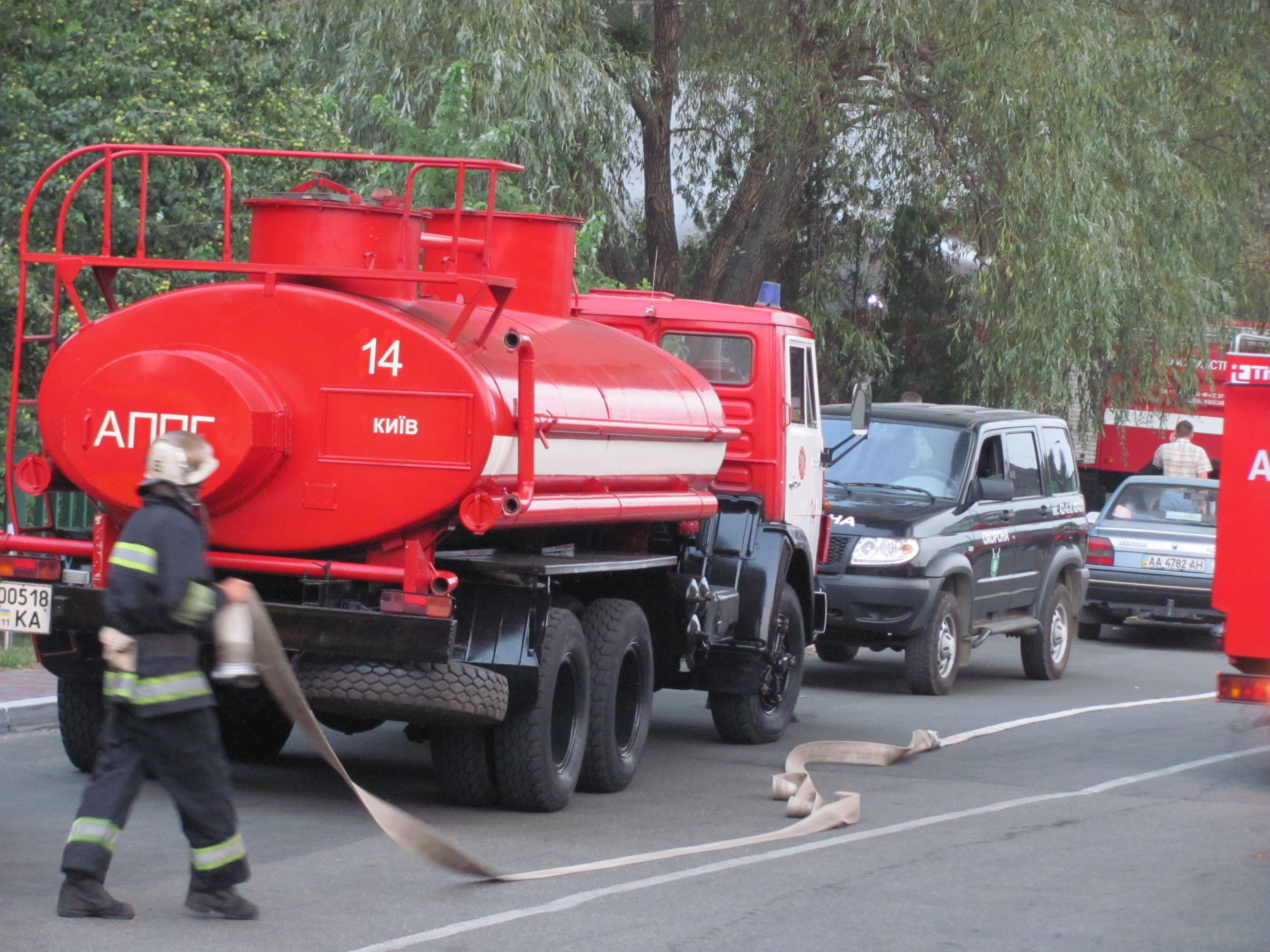
キーウでの事故に対応する消防車と救急隊員（2010年）

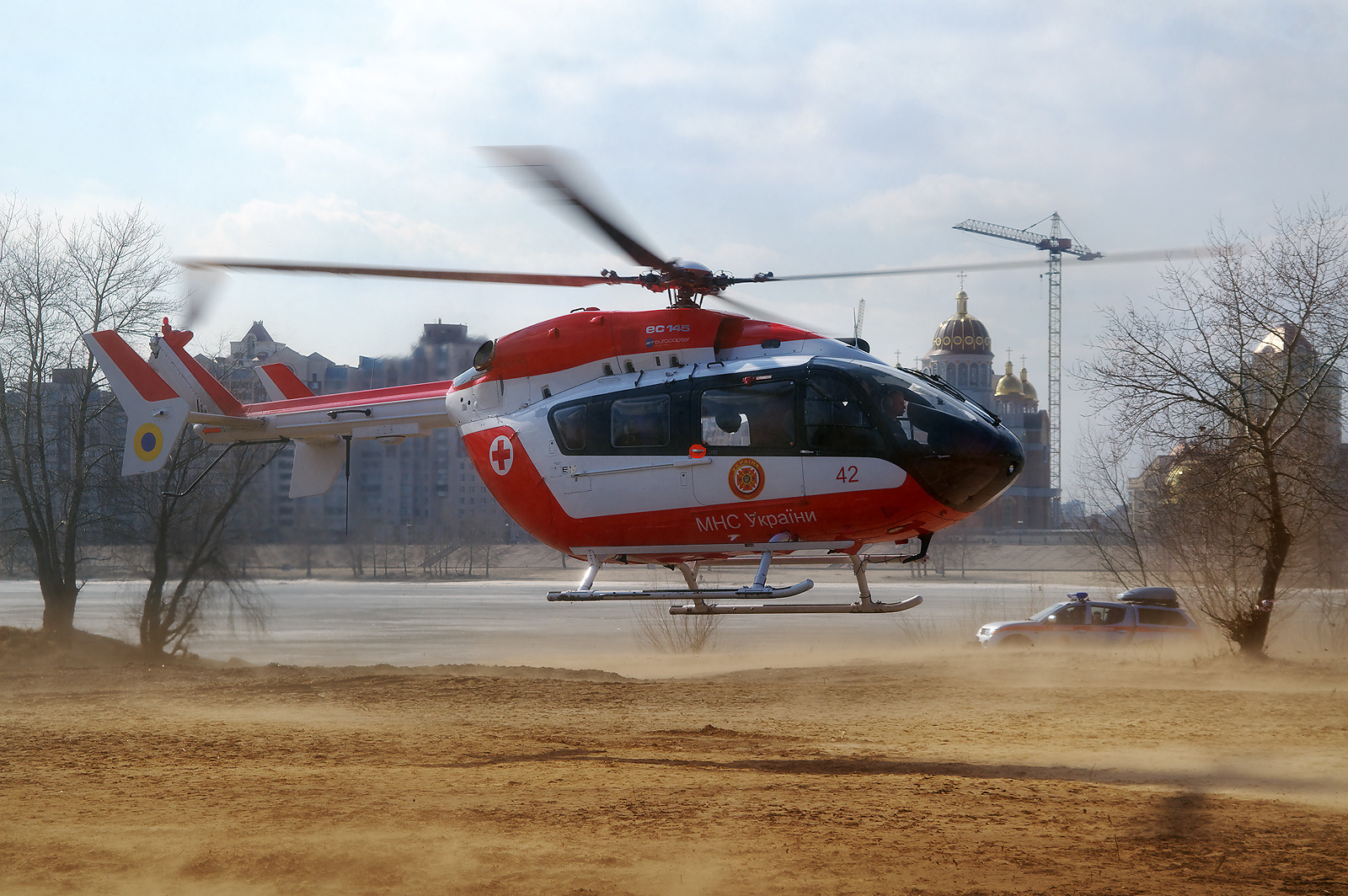
キーウに着陸する緊急サービスEC145ヘリコプター

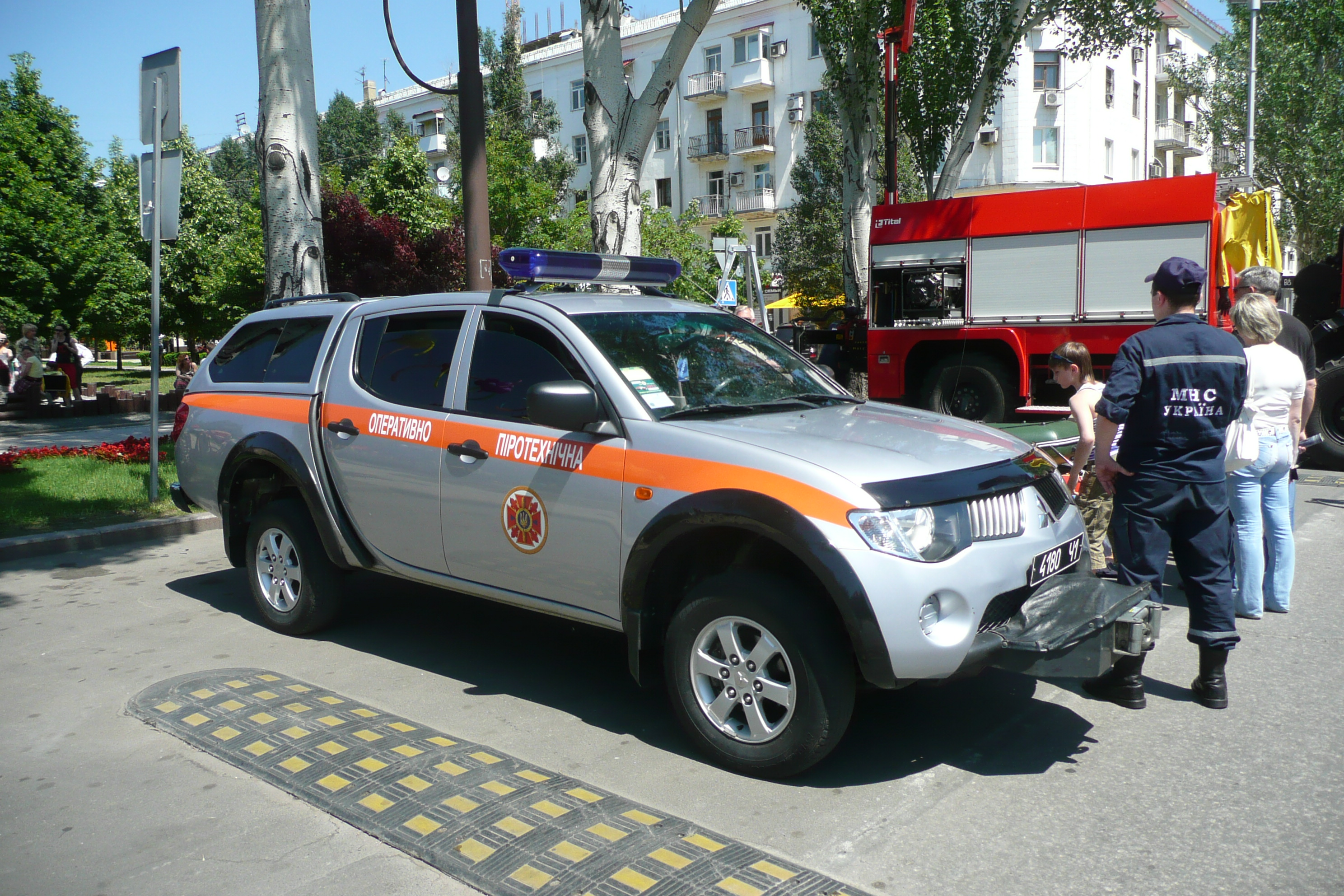
2011 年にドネツクで展示された緊急サービス用機器

ウクライナ国家非常事態庁（ウクライナこっかひじょうじたいちょう、ウクライナ語: Державна служба України з надзвичайних ситуацій）は、ウクライナ政府において民間防衛や救難・救助、保険基金文書システムの作成と管理、放射性廃棄物の利用、緊急事態における人口と領域の保護、緊急時の予防と対応、事後処理、チェルノブイリ原子力発電所事故の領域で国家政策を遂行する主要行政機関である。首都キーウのすぐ北に位置する疎外地域も直接管理している。
ДСНС [України] と略される。2012年12月24日まではウクライナ非常事態省（Міністерство надзвичайних ситуацій України）であった。
ウクライナ内務省管轄の同庁のモットーは「防ぐ。救助する。助けるために。」 (ウクライナ語: Запобігти. Врятувати. Допомогти）。

## 歴史
前の省は、1996年に、国の民間防衛機関と、チェルノブイリ原子力発電所事故の影響から住民を保護することを担当する省が合併して発足した。ソビエト連邦の崩壊が起きた1991年まで、後者はウクライナ・ソビエト社会主義共和国の内閣の国家委員会であり、国家の民間防衛はソビエト連邦の全連邦民間防衛ネットワークの一部だった。
2003年、同省は、以前は内務省（民警）の管轄下にあった消防サービスの管理を引き継いだ。同省はウクライナ軍の予備部隊の一部であり、準軍事組織である民間防衛軍を傘下に有していたが、2003年の改革と消防の合併後、民間防衛軍を始めとする全ての軍事化された組織は解体され、2005年には公式に非軍事組織となり、救助活動に専念した。
2010年12月9日の行政改革まで、同機関は緊急事態およびチェルノブイリ原子力発電所事故の影響から国民を保護する「ウクライナ省」と呼ばれていた。改革後、3つの主要な中央行政機関が直接その下に置かれた。
- ウクライナの鉱業監督および産業安全の国家サービス (ウクライナ語: Державна служба гірничого нагляду та промислової безпеки України  )
- ウクライナの疎外地域の管理機関 (ウクライナ語: Державне агентство України з управління зоною відчуження  )
- ウクライナ語: Державна інспекція техногенної безпеки України技術的安全性に関する国家)

その他の機関
- 国防防火局（消防・防火を担当）
- 国家捜索救助航空サービス: Ukraviaposhuk
- 州の水文気象サービス
- 省の保険書類基金の国務省

2012年12月24日、ウクライナ非常事態省は国家非常事態庁に移行し、国防省の管轄下に置かれた。2014年4月25日、同庁は内務省に移管された。

### ロシアのウクライナ侵攻
2022年ロシアのウクライナ侵攻下でも活動している。
ロシア連邦軍が投下したクラスター爆弾の不発弾や撤退時に仕掛けていった地雷の探知・除去は、国家緊急サービスにも専門部隊がある。
2023年1月18日同庁所属のヘリが墜落、内務大臣デニス・モナスティルスキー、副大臣イェヴヘーン・イェニン、地上にいた人を含む14人が死亡した。

## 構造

### 本体
- 中央緊急事態局

### 特化したフォーメーション
- 国家の軍事化された鉱業救助隊（Kryvyi Rih）
- ドニプロの軍事化された鉱業救助隊

### その他の機関
- ウクライナ水文気象センター
- ウクライナ航空気象センター
- 捜索救助の主な航空調整センター
- 「救援者」～通報情報分析センター～
- 市民安全センター 112
- 移動救助センター（在キーウ）
- オデッサ療養所（在オデッサ）

## ウクライナ国家非常事態庁長官一覧
| 省       | 名前                     | 任期           | 任期           |
| 省       | 名前                     | 就任日         | 退任日         |
| -------- | ------------------------ | -------------- | -------------- |
| 緊急大臣 | ダヴィド・ズヴァニア     | 2005年2月4日   | 2005年9月27日  |
| 緊急大臣 | ヴィクトル・バロハ       | 2005年9月27日  | 2006年10月5日  |
| 緊急大臣 | ネストール・シュフリッチ | 2006年10月5日  | ?              |
| 国防相   | ミハイロ・ボロツキーフ   | 2012年12月24日 | 2014年3月2日   |
| 国防相   | セルヒー・ボチコフスキー | 2014年3月2日   | 2015年3月25日  |
| 内務大臣 | ゾーリャン・シュキリャク | 2015年3月25日  | 2015年5月14日  |
| 内務大臣 | ミコラ・チェチョトキン   | 2015年5月14日  | 2021年11月10日 |

### 元代理店幹部（2012年再編前）

#### 国家民防衛局長
| 首相                                                         | 名前                           | 任期          | 任期       |
| 首相                                                         | 名前                           | 就任日        | 退任日     |
| ------------------------------------------------------------ | ------------------------------ | ------------- | ---------- |
| ヴィトルド・フォーキン、レオニード・クチマ、ヴィタリ・マソル | ミコラ・ボンダルチューク       | 1991年8月24日 | 1993年10月 |
| ヴィタリ・マソル、イェフヘン・マルチュク、パブロ・ラザレンコ | ヴィクトル・グレチャニノフ中将 | 1993年10月    | 1997年5月  |

#### ウクライナ非常事態省大臣
| 首相 | 名前                           | 任期               | 任期               |
| 首相 | 名前                           | 就任日             | 退任日             |
| --- | ------------------------------ | ------------------ | ------------------ |
| ヴィトルド・フォーキン、レオニード・クチマ、ヴィタリー・マソル                                               | Heorhiy Hotovchyts             | 1991年8月24日      | 1994年12月31日     |
| ヴィタリー・マソル、イェフヘン・マルチュク、パブロ・ラザレンコ                                               | ヴォロディミル・ホロシャ       | 1994年12月31日     | 1996年8月31日      |
| パブロ・ラザレンコ、ヴァレリー・プストヴォイテンコ                                                           | ヴァレリー・カルチェンコ       | 1996年8月31日      | 1999年2月8日       |
| ヴァレリー・プストヴォイテンコ、ヴィクトル・ユシチェンコ、 </br>アナトリ・キナフ、ヴィクトル・ヤヌコーヴィチ | ヴァシル・ダーディネット       | 1999年2月8日       | 2002年11月30日     |
| ヴィクトル・ヤヌコビッチ                                                                                     | フリホリー・レヴァ             | 2002年11月30日     | 2005年2月4日       |
| ユリア・ティモシェンコ、ユーリ・エハヌロフ                                                                   | デビッド・ズバニヤ             | 2005年2月4日       | 2005年9月27日      |
| ユーリ・エハヌロフ、ヴィクトル・ヤヌコーヴィチ                                                               | ヴィクトル・バロハ             | 2005年9月27日      | 2006年9月15日      |
| ヴィクトル・ヤヌコビッチ                                                                                     | ネストール・シュフリッチ       | 2006年9月15日      | 2007年12月18日     |
| ユリア・ティモシェンコ                                                                                       | ヴォロディミル・シャンドラ     | 2007年12月18日     | 2010年3月11日      |
| ミコラ・アザロフ                                                                                             | ネストール・シュフリッチ       | 2010 年 3 月 11 日 | 2010 年 7 月 10 日 |
| ミコラ・アザロフ                                                                                             | ミハイロ・ボロツキーフ（演技） | 2010年7月10日      | 2010年11月12日     |
| ミコラ・アザロフ                                                                                             | ヴィクトル・バロハ             | 2010年11月12日     | 2012年11月20日     |

## メダル

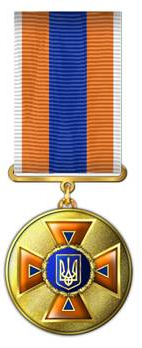
勤続25年
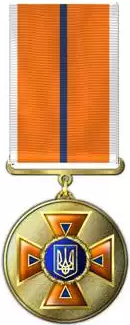
勤続20年
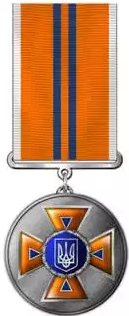
勤続15年
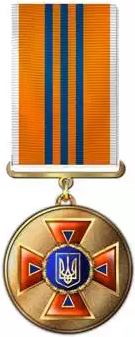
勤続10年
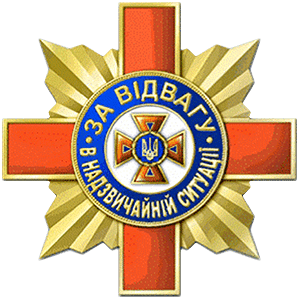
非常時の勇気のために
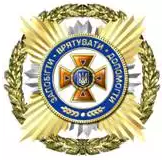
名誉ある奉仕のために

国家緊急サービスの特殊航空部隊と作戦救助隊 (Спеціальний авіаційний загін оперативно-рятувальної служби цивільного захисту) は、ニジン市に拠点を置いている。 
特殊航空部隊は、特に困難な状況下で行われる作業のために、緊急時に人口と領土、物質的および文化的価値と環境を保護するために、独立して、または他の国家緊急サービス部隊と協力して活動する。
| 航空機               | 元         | タイプ                 | 稼働中   | ノート   |          |          |
| 固定翼機             | 固定翼機   | 固定翼機               | 固定翼機 | 固定翼機 | 固定翼機 | 固定翼機 |
| -------------------- | ---------- | ---------------------- | -------- | -------- | -------- | -------- |
| An-32P               | ウクライナ | 空中消火               | 4        |          |          |          |
| An-26                | ウクライナ | 輸送機                 | 3        |          |          |          |
| An-30                | ウクライナ | 航空監視と航空写真     | 2        |          |          |          |
| ヘリコプター         |            |                        |          |          |          |          |
| Mi-8                 | ウクライナ | 多目的ヘリコプター     | 14       |          |          |          |
| ユーロコプター EC145 | フランス   | メデバックヘリコプター |          |          |          |          |

2018年9月の時点で、3台のH225ヘリコプターも州緊急サービス航空で使用される予定だった。 